# 재일 필리핀인
재일필리핀인(일본어: 在日フィリピン人, 영어: Filipinos in Japan)은 일본내 거주하는 필리핀인을 가리킨다. 2008년 6월 1일에 발표된 일본 법무성 입국관리국의 통계치에 따르면, 2007년말 기준으로, 20,0000명의 필리핀인들 거주하고 있으며, 이것은 전체 재일외국인중 10%를 차지한다. 필리핀 중앙은행이 발표한 통계에 의하면, 일본의 필리핀 노동자가 1990년대에 미화 10억 달러 이상의 돈을 필리핀으로 송금했다고 한다.

## 같이 보기
- 일본의 민족 문제
- 재일외국인
  - 재일한국인
  - 재일중국인 / 재일대만인
  - 재일 페루인
  - 재일 베트남인
  - 재일 몽골인